# Пежо 401
Пежо 401 (фр. Peugeot 401) је био аутомобил произведен између 1934. и 1935. године од стране француског произвођача аутомобила Пежо. У том периоду је произведено 13.545 јединица. 

## Историјат
Модел је био два пута изложен на Париском салону аутомобила прво 1934. године и касније у октобру 1935. године.
И поред велике новинске рекламе овог модела у току 1935. године, производња је прекинута већ августа 1935. године и продаја је даље настављена само са лагера.
Пежо 401 је покреће мотор с четири цилиндра, запремине 1720 cm³ снаге 33 kW (44 КС) при 3.500 обртаја у минути. Већа маса а слабији мотор те је максимална брзина била само 100 км/ч.
Верзије 401-це су 401 Д, 401 ДЛ (дуго међуосовинско растојање) и 401 ДЛТ. Највећи број јединица направљен је као лимузина, а 401-ца била понуђена са једанаест различитих верзија каросерија (лимузина, родстер, купе, кабриолет и друге).

### Еклипсе
Модел еклипсе је произведен 1935. године као кабриолет. Ово је први аутомобил са металним покретним кровом, који се померао на електрични погон. Произведено је 79 јединица, од којих је до данас сачувано само три примерка.

### Замена
У октобру 1935. године представљен је нови модел Пежо 402, са карактеристичним стилом, футуристичким дизајном и целом металном каросеријом. Ово представљање је коинцидирало са значајним смањењем цена ранијих модела укључујући Пежо 401.

## Галерија
- Пежо 401 ДЛ
- Пежо 401 ентеријер
- Пежо 401
- Пежо 401 еклипсе